# Alzate Brianza
Alzate Brianza – miejscowość i gmina we Włoszech, w regionie Lombardia, w prowincji Como.
Według danych na rok 2004 gminę zamieszkiwało 4556 osób, 650,9 os./km².